# Carboplatină
Carboplatina este un medicament chimioterapic utilizat pentru tratamentul mai multor tipuri de cancer, printre care se numără: cancerul ovarian, cancerul pulmonar cu celule mici și neuroblastomul. Calea de administrare este intravenoasă.
Carboplatina este un compus derivat de platină (IUPAC: cis-diamino(ciclobutan-1,1-dicarboxilat-O,O') de platină (II)  ) și este un inhibitor al replicării ADN-ului. Se află pe lista medicamentelor esențiale ale Organizației Mondiale a Sănătății.